# Johann Christoph Weingärtner
Johann Christoph Weingärtner (* 3. Oktober 1771 in Erfurt; † 19. Februar 1833 ebenda) war ein deutscher lutherischer Geistlicher, Theologe und Mathematiker.

## Leben
Weingärtner stammte aus einer Erfurter Prediger- und Lehrerfamilie. Er besuchte zunächst die örtliche Stadtschule zu St. Michael und anschließend das Erfurter Ratsgymnasium. 1787 wurde er an der Universität Erfurt immatrikuliert. Er studierte neben der Philosophie und Theologie auch Mathematik. Am 29. September 1789 wurde er Predigeramtskandidat. Er ging jedoch zunächst noch an die Universität Jena, an der er seine theologischen Studien vollendete. 1791 kehrte er nach Erfurt zurück und trat in den Predigerdienst ein. 1794 wurde er Konrektor an der Erfurter Predigerschule, 1796 Mitglied der Mathematisch-physicalischen Gesellschaft und 1801 zum Dr. phil. promoviert.
Weingärtner wurde 1801 zum Pfarrer der Gemeinde Schwerborn gewählt, wechselte als Pfarrer 1805 nach Egstedt und kehrte 1812 als Diakon an die Kaufmannskirche nach Erfurt zurück. War er bereits außerordentlicher Professor der Philosophie wurde er ordentlicher Professor der Theologie an der Erfurter Universität. Außerdem wurde er Lehrer am Institut von Trommsdorff. Ihm wurden diverse weitere Ämter übertragen, darunter auch das eines Prüfungskommissars für die Lehrerprüfungen. 1815 wurde er Pfarrer der Kaufmannsgemeinde, 1820 zu seinem Universitätslehramt zusätzlich noch Oberlehrer der Mathematik am Gymnasium. Außerdem wurde er Oberaufseher über alle städtischen Lehranstalten. 
Weingärtner wurde von der Akademie gemeinnütziger Wissenschaften zu Erfurt als Mitglied aufgenommen.

## Ehrungen
Nach ihm benannt ist die Pflanzengattung Weingaertneria Bernh. aus der Familie der Süßgräser (Poaceae).

## Werke (Auswahl)
Weingärtner war unter anderem mit Johann Bartholomäus Trommsdorff ab 1796 Herausgeber der Monatsschrift zur Aufklärung für den Bürger und Landmann.
- Lehrbuch der combinatorischen Analysis nach der Theorie des Herrn Professor Hindenburg, 2 Bände, Fleischer, Leipzig 1800–1801.
- Darstellung der Grundlage der Derivationsrechnung von Lagrange und Arbogast, Erfurt 1802.
- Deutliche und gründliche Anleitung zur Rechenkunst und meßkunst und zu den gemeinnützigen Anwendungen dersselben, 2 Bände, Jena 1806–1807.